# Passiena torbjoerni
Passiena torbjoerni là một loài nhện trong họ Lycosidae.
Loài này thuộc chi Passiena. Passiena torbjoerni được Pekka T. Lehtinen miêu tả năm 2005.